# Luigi Archinti
Luigi Archinti (Milano, 1825 – Milano, 6 febbraio 1902) è stato un pittore, grafico e critico d'arte italiano.
Luigi Archinti oltre a essere un intellettuale e un artista fu anche un patriota, che combatté durante le guerre d'indipendenza italiana. Durante la sua vita usò vari pseudonimi fra cui il più conosciuto è Luigi Chirtani, ma anche Luigi Tarchini (entrambi anagrammi di Archinti) e Elisco Hopping.

## Biografia
Luigi Archinti nasce a Milano 1825. Poco si sa dei suoi primi anni di vita ma sappiamo che si recò a studiare all'Accademia di belle arti di Venezia tra il 1842 e il 1848. In quegli anni fu uno dei precettori dei figli del governatore austriaco di Venezia e frequenta l'ambiente intellettuale della città, recandosi spesso alla locanda La calcina che poteva annoverare fra i suoi clienti André Suarès, Philippe Sollers e più tardi anche John Ruskin.
Fervente patriota, non esita, in occasione della creazione della Repubblica di San Marco, a partecipare alla battaglia di Sorio nell'aprile del 1848 presso Montebello e Vicenza. Quando il 22 agosto 1849 la repubblica cade e Venezia ritorno sotto dominio asburgico, Archinti si trasferisce a Parigi dove studia per un breve periodo con il pittore Thomas Couture. Approfitta di quel periodo per viaggiare e visita anche la Svizzera, il Belgio e l’Olanda.
Successivamente, nel 1850 decide di recarsi per un anno a Torino presso l'Accademia Albertina. Nel 1859, con l'inizio della Seconda guerra d'indipendenza italiana, decide di aruolarsi presso il Battaglione Bersaglieri Volontari di Vignola. Parteciperà anche alla Seconda guerra d'indipendenza italiana e sarà in occasione della Battaglia di Custoza (1866) che gli verrà riconosciuta La medaglia d'argento al valor militare.
Con la presa di Roma Archinti si dimette dall'esercito e riprende le sue attività artistico letterarie. Rientra a Milano e diventa critico d'arte per il Corriere della Sera. Nei suoi articoli sarà uno strenue sostenitore di Giovanni Segantini e Filippo Carcano.
Fu nominato consigliere accademico e nel 1888 professore di storia dell'arte presso l'Accademia di Brera.
Viene anche nominato membro della commissione per la conservazione dei monumenti in Lombardia.
Luigi Archinti, non va confuso con il suo omonimo lodigiano, padre di Ettore Archinti.

## Opere
- "L'arte attraverso i secoli" di Luigi Archinti, ed. Treves Milano (1891)
- "Il monumento delle Cinque Giornate, in Natura ed Arte", L. Chirtani (Luigi Archinti), (1894)
- "Flora", olio su tela (1859)[9]